# 豊田陽平
豊田 陽平（とよだ ようへい、1985年4月11日 - ）は、石川県小松市出身の元プロサッカー選手。ポジションはフォワード（CF）。元日本代表。
Kリーグ時代の登録名は豊田（ハングル: 토요다）。
マネジメントは エイベックス・マネジメント株式会社。

## 来歴

### プロ入り前
中学時代までは積極的にサッカー選手を目指していたわけではなかったが、高校受験に失敗し、結果的に地元石川県の強豪校である星稜高校へ進学したことで、本格的にサッカー選手としての道を目指すことになる。在学中のスポーツ測定記録では、母校の星稜高校の先輩である松井秀喜の記録を複数項目で更新した。一学年後輩に本田圭佑や橋本晃司がいる。

### 名古屋グランパス
2004年に名古屋グランパスエイトに加入。2004年8月21日の磐田戦にてJリーグ初出場。2005年7月13日の鹿島戦で初得点を決めた。

### モンテディオ山形
2007年、出場機会を得るため、モンテディオ山形へ期限付き移籍。7月1日、サテライトリーグの横浜FM戦で相手DFと接触して小腸破裂の大怪我。あと数センチ破裂箇所がずれていたら、命が危うかった可能性もあった。9月15日、J2第40節ザスパ草津戦にて相手の藤井大輔の顔面を蹴り、全治3週間の怪我を負わせた。これが、「選手等に対する著しい暴行・脅迫（乱闘、喧嘩等を含む）」に相当すると判定され、Jリーグから6試合の公式試合出場停止処分を受けた。
2008年は、4月に右脚の骨折に見舞われるが、北京オリンピック（後述）から帰国後は14試合に出場し9得点を挙げ、チームのJ1昇格に貢献（五輪後、豊田が得点を決めた試合は6勝2分の無敗）。

### 京都サンガF.C.
シーズン終了後、名古屋へは復帰せず京都サンガF.C.へ完全移籍。2009年の開幕戦では先発フル出場を果たし、第7節の磐田戦で移籍後初ゴールを挙げる。しかし、第15節以降はスタメン起用が無く、シーズン終盤にはベンチメンバーからも外され、この年は1得点に終わった。

### サガン鳥栖
2010年、サガン鳥栖へレンタル移籍。鳥栖では主力選手として、リーグ戦13得点を挙げた。2011年も鳥栖へのレンタル移籍期間を延長して、23得点を挙げJ2得点王となり、鳥栖のクラブ史上初のJ1昇格に貢献した。J2得点王となったことで他クラブからも注目されるようになり、G大阪 や清水 からのオファー報道があったが、2012年より鳥栖に完全移籍し残留した。
2012年、クラブJ1初参戦となった鳥栖ではシーズン序盤こそ得点が伸び悩んだが、後半になるにつれて持ち前の得点力を発揮し、最終的に得点ランク2位の19得点を挙げ、自身初のJリーグベストイレブンに選出されるなどチームの5位に貢献した。シーズンオフには上海申花などからの高額オファーもあった が残留を決めた。
2013年3月30日のJ1第4節・対磐田戦（ヤマハスタジアム）で、自身Jリーグ2度目、J1では初のハットトリックを記録。3得点が全てヘディングによる達成で、これはJリーグでは長谷川祥之、高木琢也、中山雅史、呂比須ワグナーに次ぐ史上5人目、14年ぶりの記録となった。
2014年11月2日のJ1第31節・対ヴィッセル神戸戦（ベストアメニティスタジアム）で2ゴールを挙げ、このシーズン15ゴール目となり、J1で3年連続15ゴールを達成。日本人としては三浦知良、武田修宏、中山雅史に続く史上4人目の記録となった。
以後2016年まで毎年2桁得点を記録し、チームの大黒柱として鳥栖を支える。主将に就任して迎えた2017年、新加入のビクトル・イバルボや趙東建、ユース出身の田川亨介らの台頭もあり、途中出場となる試合も多く、鳥栖加入後最小の28試合出場・5ゴールに終わった。

### 蔚山現代FC
2018年、Kリーグ1（韓国）・蔚山現代FCへ期限付き移籍。鳥栖に残ることでほぼ固まっていたというが、日本でプレー経験のある金度勲監督からの熱心なオファーと、「町を歩いていて声を掛けられて、でも試合に出ていないのが納得いかなかった」という思いから移籍を決断したという。半年でリーグ9試合2得点1アシスト、ACL7試合無得点と結果は出ず、韓国のスポーツ・芸能総合サイト『ジョイニュース24』では「韓国の舞台にほとんど適応できなかった。豊富な運動量と献身的な動きは高く評価されたが、(FWとして)ゴールを量産できずに苦労した」と厳しい評価を示した。

### サガン鳥栖復帰
2018年6月7日、クラブ間合意に基づき、蔚山現代FCへの期限付き移籍終了とサガン鳥栖への復帰が発表された。しかし、7月に加入した元スペイン代表のフェルナンド・トーレスや元日本代表の金崎夢生の加入もあり、8試合のみの出場でプロ入り1年目以来のリーグ戦無得点に終わった。
2019年5月11日に行われた第11節のガンバ大阪戦でPKを決めて、チームの勝利に貢献した。また、この得点は復帰後初ゴールであり、J1リーグ623日ぶりのゴールとなった。

### 栃木SC
2021年7月5日、栃木SCへの完全移籍を発表。

### ツエーゲン金沢
2021年12月24日、自身の地元であるツエーゲン金沢への完全移籍が発表された。

### 引退
2025年1月9日、現役引退を発表した。

## 日本代表（五輪代表含む）
2008年、北京オリンピックの日本代表に選出されグループステージ全3試合に出場。ナイジェリア戦では途中出場ながら大会を通してチーム唯一の得点を決めた。
2013年7月15日、アルベルト・ザッケローニ率いる東アジアカップ2013日本代表として初選出され、7月25日のオーストラリア戦で代表戦初出場を果たした。大会期間中得点は挙げられなかったものの、最終戦の韓国戦終了間際に自ゴールに吸い込まれる寸前のボールをヘディングではじき返すなど攻守で存在感を見せた。
以後、キリンチャレンジカップ（国際親善試合）2試合に出場し、W杯ブラジル大会日本代表の予備登録メンバーに選出された が、本大会メンバーへの繰り上げは叶わなかった。
2014年11月14日、キリンチャレンジカップのホンジュラス戦（豊田スタジアム）で、代表初得点を決めた。

## プレースタイル
日本人離れしたフィジカルとディフェンダーにもあたり負けしない身体能力を生かしたパワフルなプレースタイルが特徴。ジャーナリストの小宮良之は「とにかく横からのボールに強い。強靱でしなやかな脹脛と背筋を使った空中戦はアジア屈指」と評し、サッカー解説者のセルジオ越後は自身のコラムで「185cmの高さばかり注目されるけど、彼は速さと強さも高いレベルで兼ね備えている。ハーフナーよりも万能なタイプ」と評している。平岡康裕は「トヨさんはＪリーグでもトップのFW。高さも、強さもあって、それに動きの速さもあるんですから。（セットプレーはマーク役を務めたが）ヘディングで競りに行くだけでも一苦労ですよ」と語っている。
本人は「前線からの守備」をアピールポイントの一つに挙げている。

## 人物
負けず嫌いの性格からかピッチ内では勝負にこだわり、時に相手と一触即発の雰囲気を醸し出してチームメイトに諫められることもある。しかしピッチを離れるとマイペースではあるものの探求心や好奇心は旺盛で、礼儀正しい性格であるという。
ファンサービスには定評があり、特に子供には優しい。
星稜高校二年時に、入部してすぐにレギュラーを獲得した新入生本田圭佑が「上下関係なんて要らへんな」と宣言。本田の一言で敬語等を重んじる部内での縦社会の規律が無くなった。その結果、本田は豊田を「トヨ」、豊田は本田を「本田くん」と呼ぶことになった。しかし、当の本田の後輩は本田を呼び捨てには出来ず「本田さん」「圭佑さん」と呼んだ。また、本田卒業後のキャプテン下から上下関係は再び復活した。
星稜高校の恩師・河崎護からは「トヨ」と呼ばれている。
「トヨグバ」のニックネームは日本人離れした体型とパワフルなプレースタイルから、コートジボワール代表のディディエ・ドログバをもじって山形時代のコーチが名付けたもの。
鈴木大輔、柿谷曜一朗など日本代表のチームメイトからは「トヨくん」 と呼ばれている。
鳥栖移籍後は濃いピンクのマウスガードを着けてプレーしており、豊田のトレードマークともなっている。これは鳥栖の歯科医院で作ってもらった特注品である。日本代表初招集にあたって日本代表バージョンの紅白のマウスガードを作成した。

## 所属クラブ
- 小松市立安宅小学校
- FC小松 (小松市立安宅中学校)
- 星稜高校
- 2004年 - 2008年  名古屋グランパスエイト
  - 2007年 - 2008年  モンテディオ山形 (期限付き移籍)
- 2009年 - 2011年  京都サンガF.C.
  - 2010年 - 2011年  サガン鳥栖 (期限付き移籍)
- 2012年 - 2021年  サガン鳥栖
  - 2018年1月 - 同年6月  蔚山現代FC (期限付き移籍)
- 2021年7月 - 同年12月  栃木SC
- 2022年 - 2024年  ツエーゲン金沢

## 個人成績
| 国内大会個人成績 | 国内大会個人成績 | 国内大会個人成績 | 国内大会個人成績 | 国内大会個人成績 | 国内大会個人成績 | 国内大会個人成績 | 国内大会個人成績 | 国内大会個人成績 | 国内大会個人成績 | 国内大会個人成績 | 国内大会個人成績 |
| 年度             | クラブ           | 背番号           | リーグ           | リーグ戦         | リーグ戦         | リーグ杯         | リーグ杯         | オープン杯       | オープン杯       | 期間通算         | 期間通算         |
| 年度             | クラブ           | 背番号           | リーグ           | 出場             | 得点             | 出場             | 得点             | 出場             | 得点             | 出場             | 得点             |
| 日本             | 日本             | 日本             | 日本             | リーグ戦         | リーグ戦         | リーグ杯         | リーグ杯         | 天皇杯           | 天皇杯           | 期間通算         | 期間通算         |
| ---------------- | ---------------- | ---------------- | ---------------- | ---------------- | ---------------- | ---------------- | ---------------- | ---------------- | ---------------- | ---------------- | ---------------- |
| 2004             | 名古屋           | 34               | J1               | 4                | 0                | 0                | 0                | 1                | 0                | 5                | 0                |
| 2005             | 名古屋           | 23               | J1               | 20               | 4                | 1                | 0                | 1                | 1                | 22               | 5                |
| 2006             | 名古屋           | 23               | J1               | 9                | 1                | 0                | 0                | 0                | 0                | 9                | 1                |
| 2007             | 山形             | 11               | J2               | 29               | 6                | -                | -                | 1                | 1                | 30               | 7                |
| 2008             | 山形             | 11               | J2               | 23               | 11               | -                | -                | 2                | 2                | 25               | 13               |
| 2009             | 京都             | 9                | J1               | 21               | 1                | 6                | 0                | 2                | 1                | 29               | 2                |
| 2010             | 鳥栖             | 9                | J2               | 34               | 13               | -                | -                | 1                | 3                | 35               | 16               |
| 2011             | 鳥栖             | 9                | J2               | 38               | 23               | -                | -                | 0                | 0                | 38               | 23               |
| 2012             | 鳥栖             | 11               | J1               | 33               | 19               | 2                | 1                | 1                | 0                | 36               | 20               |
| 2013             | 鳥栖             | 11               | J1               | 33               | 20               | 3                | 1                | 4                | 3                | 40               | 24               |
| 2014             | 鳥栖             | 11               | J1               | 34               | 15               | 3                | 1                | 3                | 2                | 40               | 18               |
| 2015             | 鳥栖             | 11               | J1               | 29               | 16               | 3                | 0                | 3                | 1                | 35               | 17               |
| 2016             | 鳥栖             | 11               | J1               | 33               | 13               | 5                | 1                | 2                | 1                | 40               | 15               |
| 2017             | 鳥栖             | 11               | J1               | 28               | 5                | 1                | 0                | 2                | 1                | 31               | 6                |
| 韓国             | 韓国             | 韓国             | 韓国             | リーグ戦         | リーグ戦         | リーグ杯         | リーグ杯         | FA杯             | FA杯             | 期間通算         | 期間通算         |
| 2018             | 蔚山現代         | 55               | K1               | 9                | 2                | -                | -                | 0                | 0                | 9                | 2                |
| 日本             | 日本             | 日本             | 日本             | リーグ戦         | リーグ戦         | リーグ杯         | リーグ杯         | 天皇杯           | 天皇杯           | 期間通算         | 期間通算         |
| 2018             | 鳥栖             | 11               | J1               | 8                | 0                | -                | -                | 1                | 0                | 9                | 0                |
| 2019             | 鳥栖             | 11               | J1               | 26               | 4                | 3                | 0                | 4                | 2                | 33               | 6                |
| 2020             | 鳥栖             | 11               | J1               | 20               | 0                | 0                | 0                | -                | -                | 20               | 0                |
| 2021             | 鳥栖             | 11               | J1               | 3                | 0                | 3                | 0                | 0                | 0                | 6                | 0                |
| 2021             | 栃木             | 31               | J2               | 16               | 3                | -                | -                | -                | -                | 16               | 3                |
| 2022             | 金沢             | 19               | J2               | 34               | 6                | -                | -                | 2                | 2                | 36               | 8                |
| 2023             | 金沢             | 19               | J2               | 23               | 2                | -                | -                | 1                | 1                | 24               | 3                |
| 2024             | 金沢             | 19               | J3               | 2                | 0                | 1                | 0                | 0                | 0                | 3                | 0                |
| 通算             | 日本             | 日本             | J1               | 301              | 98               | 30               | 4                | 24               | 12               | 355              | 114              |
| 通算             | 日本             | 日本             | J2               | 197              | 64               | -                | -                | 7                | 9                | 204              | 73               |
| 通算             | 日本             | 日本             | J3               | 2                | 0                | 1                | 0                | 0                | 0                | 3                | 0                |
| 通算             | 韓国             | 韓国             | K1               | 9                | 2                | -                | -                | 0                | 0                | 9                | 2                |
| 総通算           | 総通算           | 総通算           | 総通算           | 509              | 164              | 31               | 4                | 31               | 21               | 571              | 189              |

※太字はリーグ最多記録
| 国際大会個人成績 | 国際大会個人成績 | 国際大会個人成績 | 国際大会個人成績 | 国際大会個人成績 |
| 年度             | クラブ           | 背番号           | 出場             | 得点             |
| AFC              | AFC              | AFC              | ACL              | ACL              |
| ---------------- | ---------------- | ---------------- | ---------------- | ---------------- |
| 2018             | 蔚山現代         | 55               | 7                | 0                |
| 通算             | AFC              | AFC              | 7                | 0                |

### 記録
- Jリーグ初出場 - 2004年8月21日 J1・2ndステージ 第2節 ジュビロ磐田戦（ヤマハスタジアム）
- Jリーグ初得点 - 2005年7月13日 J1第16節 鹿島アントラーズ戦（瑞穂公園陸上競技場）
- Jリーグ初ハットトリック - 2011年10月30日 J2第33節 FC岐阜戦（長良川競技場）
- 国際Aマッチ初出場 - 2013年7月25日 東アジアカップ2013  オーストラリア代表戦 (華城総合運動場)
- 国際Aマッチ初得点 - 2014年11月14日 キリンチャレンジカップ  ホンジュラス代表戦 (豊田スタジアム)

## タイトル
個人
- Jリーグベストイレブン：1回（2012年）
- Jリーグフェアプレー個人賞：1回（2014年）
- Jリーグ ディビジョン2 得点王：1回（2011年）

## 代表歴

### 出場大会
- U-23日本代表
  - 2008年 北京オリンピック (3試合1得点)
- 日本代表
  - 2013年 東アジアカップ
  - 2014年 キリンチャレンジカップ
  - 2015年 AFCアジアカップ

### 試合数
- 国際Aマッチ 8試合1得点 (2013年 - 2015年)

| 日本代表 | 国際Aマッチ | 国際Aマッチ |
| 年       | 出場        | 得点        |
| -------- | ----------- | ----------- |
| 2013     | 3           | 0           |
| 2014     | 3           | 1           |
| 2015     | 2           | 0           |
| 通算     | 8           | 1           |

### 出場
| No. | 開催日         | 開催都市       | スタジアム                 | 対戦相手         | 結果        | 監督                     | 大会                       |
| --- | -------------- | -------------- | -------------------------- | ---------------- | ----------- | ------------------------ | -------------------------- |
| 1.  | 2013年07月25日 | 華城           | 華城総合運動場             | オーストラリア   | ○3-2        | アルベルト・ザッケローニ | EAFF東アジアカップ2013     |
| 2.  | 2013年07月28日 | ソウル         | 華城総合運動場             | 韓国             | ○2-1        | アルベルト・ザッケローニ | EAFF東アジアカップ2013     |
| 3.  | 2013年08月14日 | 宮城県         | 宮城スタジアム             | ウルグアイ       | ●2-4        | アルベルト・ザッケローニ | キリンチャレンジカップ2013 |
| 4.  | 2014年03月05日 | 東京都         | 国立霞ヶ丘競技場陸上競技場 | ニュージーランド | ○4-2        | アルベルト・ザッケローニ | キリンチャレンジカップ2014 |
| 5.  | 2014年11月14日 | 愛知県         | 豊田スタジアム             | ホンジュラス     | ○6-0        | ハビエル・アギーレ       | キリンチャレンジカップ2014 |
| 6.  | 2014年11月18日 | 大阪府         | 長居陸上競技場             | オーストラリア   | ○2-1        | ハビエル・アギーレ       | キリンチャレンジカップ2014 |
| 7.  | 2015年01月12日 | ニューカッスル | ニューカッスル・スタジアム | パレスチナ       | ○4-0        | ハビエル・アギーレ       | AFCアジアカップ2015        |
| 8.  | 2015年01月23日 | シドニー       | スタジアム・オーストラリア | アラブ首長国連邦 | △1-1(PK4-5) | ハビエル・アギーレ       | AFCアジアカップ2015        |

### ゴール
| #  | 開催年月日     | 開催地 | 対戦国       | 勝敗 | 試合概要                   |
| -- | -------------- | ------ | ------------ | ---- | -------------------------- |
| 1. | 2014年11月14日 | 豊田市 | ホンジュラス | ○6-0 | キリンチャレンジカップ2014 |